# Conepatus chinga rex
Conepatus chinga rex, denominado comúnmente chingue de la Puna, chingue real, zorrino real, o zorrino andino, es una subespecie de Conepatus chinga, una mofeta suramericana. Habita en el altiplano puneño del noroeste de la Argentina, el oeste de Bolivia, el noreste de Chile, y el sur de Perú.

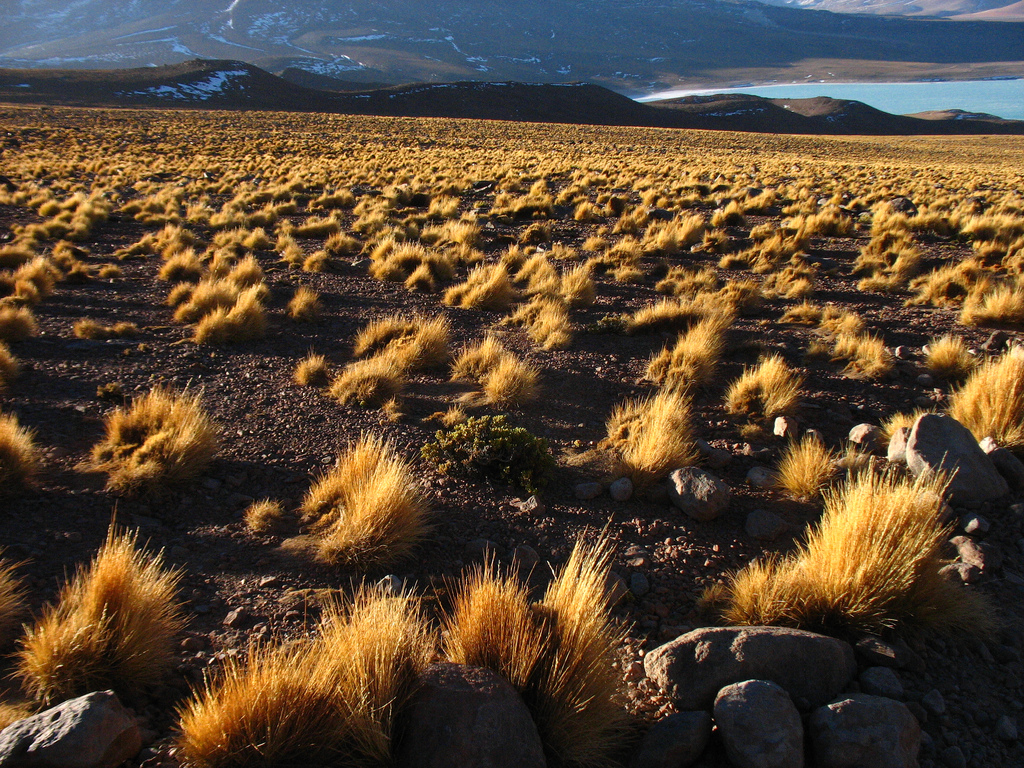
Provincia fitogeográfica Puneña: pajonal de paja ichu (Stipa ichu) cerca de Laguna Verde, Potosí, Bolivia. Este es el hábitat en que se encuentra este taxón.

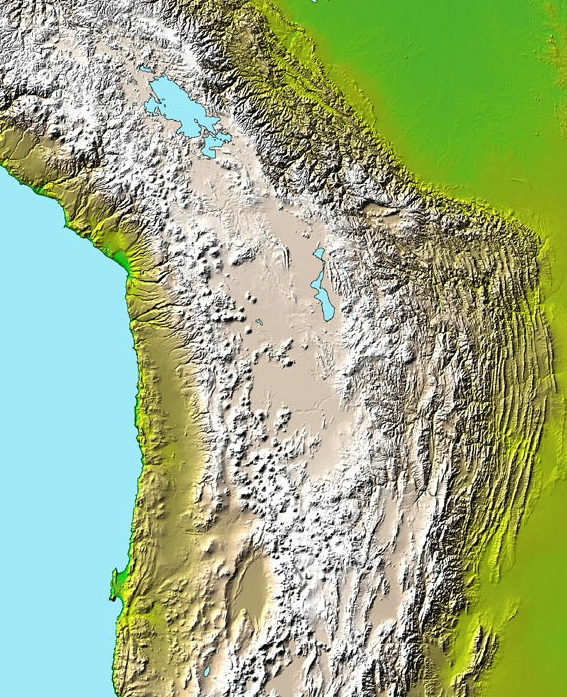
Mapa topográfico del área en que habita este taxón.

## Descripción
Posee un cuerpo delgado, con una frondosa y larga cola. La cabeza presenta un hocico corto y fino. El pelaje destaca por ser de color negro, pero con todo el dorso de color blanco. Bajo la cola, a ambos lados del ano, posee las glándulas anales que producen su característico y fétido líquido defensivo.
Se alimenta de invertebrados, pequeños vertebrados, huevos y algunos vegetales.

## Taxonomía
Fue incluida como especie buena bajo el nombre de Conepatus rex hasta finales de la década de 2000, distinguible por poseer un tamaño mayor, y por el gran manto blanco dorsal, desde la corona hasta la punta de la cola. Posteriormente ha sido clasificada como subespecie, aunque las dudas persisten y debe realizarse un estudio en profundidad.

## Hábitat y distribución
Es un endemismo del altiplano andino, o Puna. Se distribuye desde el sur de Perú por el norte, el oeste de Bolivia, el noreste de Chile en la cordillera en Tarapacá, hasta el altiplano puneño del noroeste de la Argentina. En este último país se encuentra en áreas altiplánicas de las provincias de Jujuy, Salta y Tucumán.
Habita en matorrales abiertos y estepas de altura. Altitudinalmente, se encuentra desde los 3000 m s. n. m. hasta los 5000 m s. n. m.